# Schoenoplectus contortus
Schoenoplectus contortus là loài thực vật có hoa trong họ Cói. Loài này được (Eames) S.G.Sm. miêu tả khoa học đầu tiên năm 1995.